# Pomatoschistus quagga
Pomatoschistus quagga är en fiskart som först beskrevs av Johann Jakob Heckel, 1837.  Pomatoschistus quagga ingår i släktet Pomatoschistus och familjen smörbultsfiskar. IUCN kategoriserar arten globalt som livskraftig. Inga underarter finns listade i Catalogue of Life.